# Miradouro

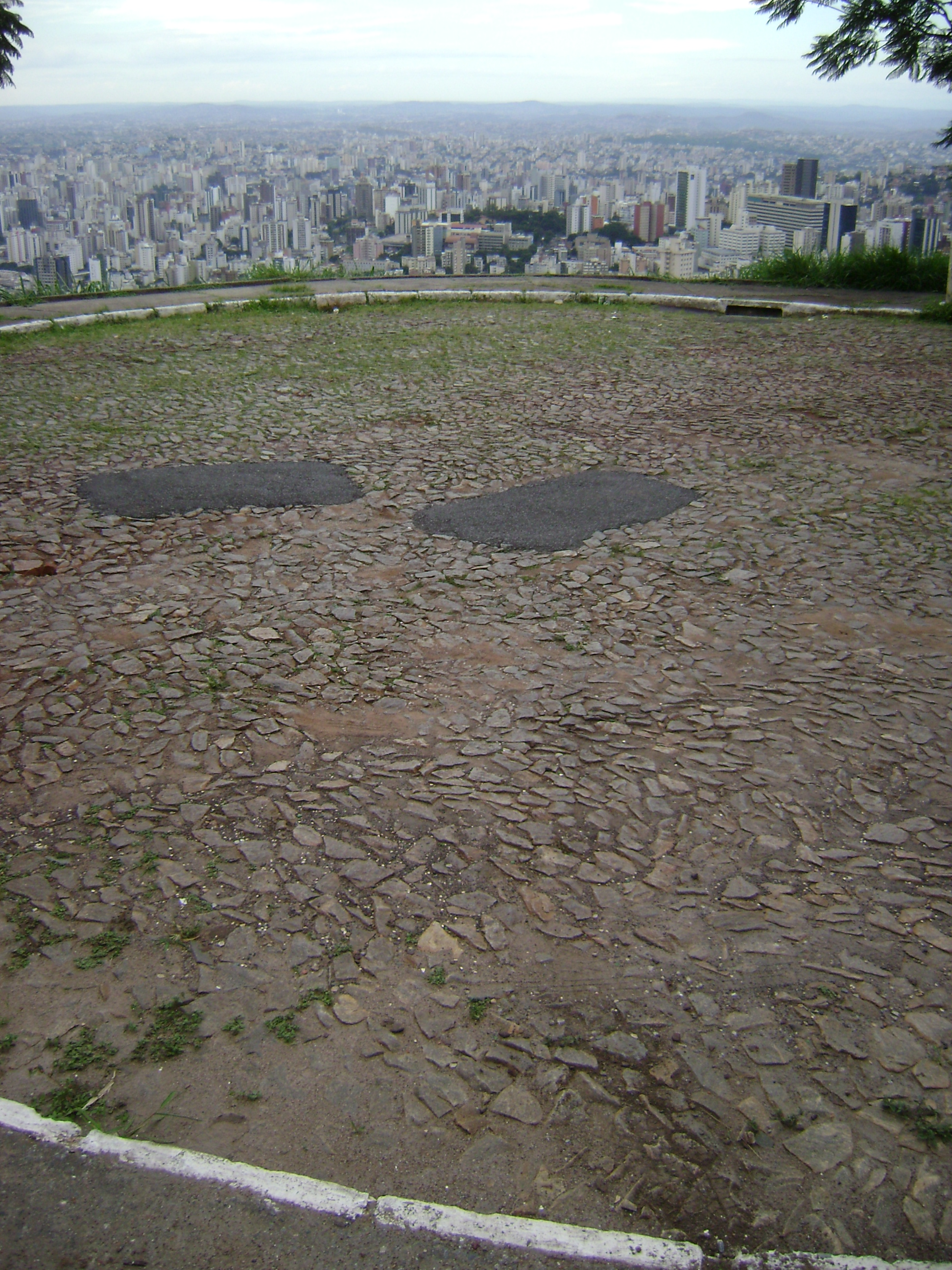
Miradouro no bairro Mangabeiras, em Belo Horizonte, Brasil.

Um miradouro ou mirante é um local elevado de onde se descortina um panorama. Pode ser artificial - como uma torre de observação, ou um edifício - ou natural, tal qual uma montanha.